# Чипеу
Чипеу (рум. Cipău) — село у повіті Муреш в Румунії. Адміністративно підпорядковане місту Єрнут.
Село розташоване на відстані 264 км на північний захід від Бухареста, 24 км на південний захід від Тиргу-Муреша, 63 км на південний схід від Клуж-Напоки, 135 км на північний захід від Брашова.

## Населення
За даними перепису населення 2002 року у селі проживали 1138 осіб.
Національний склад населення села:
| Національність | Кількість осіб | Відсоток |
| -------------- | -------------- | -------- |
| румуни         | 712            | 62,6%    |
| угорці         | 221            | 19,4%    |
| цигани         | 200            | 17,6%    |

Рідною мовою назвали:
| Мова      | Кількість осіб | Відсоток |
| --------- | -------------- | -------- |
| румунська | 722            | 63,4%    |
| угорська  | 219            | 19,2%    |
| циганська | 194            | 17,0%    |